# Plestan
Plestan é uma comuna francesa na região administrativa da Bretanha, no departamento Côtes-d'Armor. Estende-se por uma área de 32,65 km². Em 2010 a comuna tinha 1 635 habitantes (densidade: 50,1 hab./km²).